# Tanoh Anou (Teunom)
Tanoh Anou is een bestuurslaag in het regentschap Aceh Jaya van de provincie Atjeh, Indonesië. Tanoh Anou telt 769 inwoners (volkstelling 2010).